# Chandramara chandramara
Chandramara chandramara är en fiskart som först beskrevs av Hamilton 1822.  Chandramara chandramara ingår i släktet Chandramara och familjen Bagridae. IUCN kategoriserar arten globalt som livskraftig. Inga underarter finns listade i Catalogue of Life.